# Trebuchet MS
Trebuchet MS ist eine Sans-Serif-Schriftart und gehört zu den Core fonts for the Web und wurde von Vincent Connare gezeichnet. Es ist die Standardschriftart für Titelleisten in Windows XP.
Trebuchet MS ist nach der Blide, einer mittelalterlichen Belagerungsmaschine benannt. Andere Bezeichnungen sind Tribok (Mehrzahl Triboke) oder Tribock (Mehrzahl Triböcke) sowie Trebuchet (französisch trébuchet, von lateinisch trabatium). Der Name wurde durch eine Rätselfrage inspiriert, die Vincent Connare in der Microsoft-Zentrale hörte: „Können Sie ein Trebuchet bauen, das eine Person vom Hauptcampus zum etwa eine Meile entfernten neuen Kundencampus befördern kann? Ist das mathematisch möglich und wie?“ Connare dachte, „das wäre ein großartiger Name für eine Schriftart, die Wörter durch das Internet schießt“.
Sie hat viele charakteristische Merkmale, die sie von anderen Schriftarten unterscheidet, so z. B. das vom großen I durch einen Fußbogen unterscheidbare kleine l, die schrägen Seiten des großen M, die Et-Form des Und-Zeichens und die ungewöhnliche Gestaltung der g-Minuskel.

Einige kennzeichnende Charakteristiken